# Andrij Fedtjuk
Andrij Vasyljovytj Fedtjuk (ukrainska: Андрій Васильович Федчук), född 12 januari 1980 i Kolomyja i Ukrainska SSR i Sovjetunionen (nu Ukraina), död 15 november 2009 i Kolomyja, var en ukrainsk boxare som tog OS-brons i lätt tungviktsboxning 2000 i Sydney. 2009 avled Fedtjuk i en bilolycka nära födelseorten Kolomyja.